# HARK Mladost
Hrvatski akademski rugby klub Mladostragbijski je klub iz Zagreba, dio Hrvatskog akademskog športskog društva Mladosti.
Klub je osnovan 17. siječnja 1954. Na osnivačkoj skupštini u velikoj dvorani Tehničkog fakulteta u Zagrebu. Ovaj se nadnevak smatra formalnim početkom ragbija u Hrvatskoj.

## Povijest
Sve je počelo 1953. kada je među dijelom atletičara i veslača Mladosti začeta ideja o igranju ragbija, sportskoj igri o kojoj se znalo samo iz priča onih koji su u to vrijeme putovali u Veliku Britaniju ili Francusku.
Prvi učitelj i trener bio je Nikola Nick Kopajtić koji je po povratku u Zagreb iz Kanade svoja znanja o ragbiju prenosio dečkima sa Save. U to vrijeme igrale su se samo prijateljske utakmice jer službenog natjecanja nije bilo. Značajan datum u povijesti kluba je svakako 29.11.1954. kada je na Maksimirskom stadionu u Zagrebu pred više od 10.000 gledatelja Mladost igrala svoju prvu međunarodnu utakmica.Igralo se protiv selekcije Britanskih okupacijskih snaga u Austriji (BTA) .Rezultat je bio 14:11 za goste iz Velike Britanije zemlje gdje je nastao ragbi. Za Mladost su igrali:Branko Štimac,Vladimir Krišković,Mihovil Rađa,Slavko Mrkoci,Đeki Srbljenović,Branko Štimac,Ivica Pajer,Žiga Marinkov,Rajko Miler,Boris Banašin,Vili Franjković,Boris Korenčić,Živko Skroza,Branko Arsić,Vlado Veverec.
1957. godine organizirano je prvo prvenstvo Jugoslavije koje je osvojila momčad Jedinstva iz Pančeva, a Mladost je bila drugoplasirana. Zanimljivost je da je Ragbi klub Jedinstvo osnovan isti dan kada i Hrvatski akademski rugby klub Mladost. Već sljedeće godine 1958. Mladost osvaja titulu prvaka države, a doprvaci su bili još 1960,1962,1963,1965,1972. U Kup natjecanju su seniori Mladost igrali deset puta u finalu, a Kup su osvojili 1959,1961,1962,1967.
Mladost je začetnik ragbija u Hrvatskoj, ali i u susjednim zemljama. Igrači Mladosti potakli su osnivanje ili su osnovali: RK "Nada" Split (M.Rađa,RK"Lokomotiva" (Ž.Skroza), RK"Zagreb"(R.Bartolić), RK"Ploče"(I.Batinović), RK"Čelik" Zenica-BiH(S.Kapetanović), RK"Ljubljana"-Slovenija(S.Tartaglia), ARK"Zrinski"Zagreb(Z.Sumajstorčić), RK"Zadar"(M.Zubak)

## Novije doba (2010 nadalje)
HARK Mladost je posljednjih godina jedan od značajnijih klubova u Hrvatskoj po broju igrača u nacionalnim selekcijama (U-18, seniori, rugby 7’s). Igrač Mladosti Nik Jurišić višegodišnji je kapetan hrvatske ragbi reprezentacije. U ragbi 7 reprezentaciji, na Europskom prvenstvu divizije B, (ujedno predolimpijskom kvalifikacijskom turniru), odigranom u Zagrebu u lipnju 2015, polovicu reprezentacije činili su igrači Mladosti. Juniorski reprezentativci Mladosti (U-18) sudjelovali su 2016g u osvajanju europskog juniorskog prvenstva divizije B i plasmanu Hrvatske U-18 reprezentacije u drugi europski jakosni razred - European Trophy Competition. Od 2015. godine, tada po prvi puta u povijesti kluba, sve natjecateljske momčadi mlađih uzrasta U-14, U-16 i U-18 sudjeluju u završnicama domaćih natjecanja - Prvenstva i Kupa Hrvatske - u svojim dobnim kategorijama.
Kao državni prvak u Rugby 7's iz 2016g, klub je 2016/17 sezonu zaključio nastupom u Rusiji na prestižnom Turniru " Kup europskih šampiona R7's " koji se održao 27-28 svibnja 2017. u St. Peterburgu. Na turniru je nastupilo 12 ekipa podijeljenih u tri kvalifikacijske grupe. Mladostaši su svrstani u najjaču grupu A u kojoj su još bili Mediterranee XV (Francuska), St Peterburg Juniors ( reprezentacija Petrogradskih sveučilišta), Kuban - Krasnodar (Rusija) osvajač titule 2016g, te višestruki Ruski prvak i član Ruske profesionalne ragbi lige. U grupi B igrali su RC Geneve (Švicarska), White Wolves (Moldavija), Turkey 7's (Turska) i St Peterburg (Rusija) i u grupi C Baltrex (Litva), RC Livonia (Latvija), Helsinki (Finska) i Bulsy (Bjelorusija). Kako je splitska Nada prošle godine bila odlična šestoplasirana, Krtice su samo nastavili s dobrom prezentacijom Hrvatskog ragbija osvajanjem još boljeg, petog mjesta.
Klub već tradicionalno organizira jaki međunarodni kadetski turnir “Krtica” (simbol kluba) za igrače iz dobne skupine U-16.

## Logo i sjedište kluba
Od 1978. godine zaštitni znak je krtica koja u jednoj "ruci" drži ragbi loptu,a druga je u zraku s prtima u slovu "V".
Klupsko sjedište je u Teslinoj 10/III, u Zagrebu. A igralište (popularno zvano "krtičnjak") nalazi se uz dvoranu Kineziološkog fakulteta Sveučilišta u Zagrebu.
Internet stranica kluba jest https://www.mladost-rugby.hr/

## Klupski uspjesi
Državni prvaci u ragbiju XV:
- Hrvatska: 2019.
- Jugoslavija: 1958.

Državni doprvaci u ragbiju XV:
- Hrvatska: 2013/2014., 2014/2015., 2015/2016., 2016./2017, 2017., 2018., 2021
- Jugoslavija: 1957., 1960., 1962., 1963., 1965., 1972.

Osvajači Kupa u ragbiju XV: 
- Hrvatska: 2015., 2018., 2020.
- Jugoslavija: 1959., 1961., 1962., 1967.

Finalisti Kupa u ragbiju XV:
- Hrvatska: 2002., 2019, 2024.
- Jugoslavija: 1959., 1965.

Državni prvaci u ragbiju 7s:
Hrvatska: 2012, 2016, 
918,
Državni prvaci Ragbi na pijesku:
- Hrvatska:  2019

Finalisti regionalne lige (RRC):
- 2014.

Juniori (U18)
- Državni Prvaci: 2007
- Osvajači Kupa: 2006, 2007

Kadeti (U16)
- Državni doprvaci: 2017.
- Finalisti Kupa: 2017.

Mlađi kadeti (U14):
- Osvajači Kupa: 2016.
- Finalisti Kupa: 2015.

## Uspjesi u "ragbiju 7"
Prvenstvo Hrvatske u ragbiju 7
- Prvaci države: 2012., 2016., 2019
- Doprvaci: 2009., 2010., 2015., 2017
- Europsko klupsko prvenstvo Sankt Petersburg Rusija 2017:  5-to mjesto

## Vanjske poveznice
- Klupske stranice
- Igor Capan: Pomoć koja bi mogla odmoći: Ragbi u Zagrebu mogao bi i (ne)stati  Arhivirana inačica izvorne stranice od 22. svibnja 2018. (Wayback Machine), Zagrebački list, 24. lipnja 2017.